# Томас и другари: Авантура почиње
Томас и другари: Авантура почиње (енгл. Thomas & Friends: The Adventure Begins) британско је рачунарски-анимирана авантуристички филм хумористички филм из 2015. у продукцији Arc Productions и дистрибуцији HIT Entertainment. То је филм Томас и другари у франшизи. У филму глуме Џозеф Меј, Џон Хејслер, Роб Рекстро, Вилијам Хоуп, Кери Шејл, Кристофер Регланд, Тереза Галагер, Тим Витнол, Кит Викам.